# クモガイ
クモガイ（蜘蛛貝） 学名：Lambis lambis は、スイショウガイ科（ソデボラ科）に分類される海産の巻貝の一種。日本以南のインド西太平洋の浅海に生息し、紅藻を食べる。殻長170mm前後で、殻口縁に長い突起が複数出ており、和名はこれをクモの脚に例えたもの。食用貝。

## 分布
紀伊半島以南から熱帯インド洋や西太平洋域に広く分布する。

## 形態
成貝の殻は通常90～200mm前後、紡錘形で螺肋は太い。殻口から外唇の周辺に7本の長い突起が発達する。水管溝はややねじれる。一班にメスはオスより大きくなり、メスの外唇突起は背面方向に強く反り返るように曲がり、背面の瘤も摘まみ上げたように大きい。オスの外唇特記はあまり反り返らず、背面の瘤も小さい。

## 生態
水深50mまでのサンゴ礁の間の砂地に生息し、専ら小型の紅藻を食べる。雌雄異体で、卵嚢は何フィートもの長さがある透明なゼリー状のチューブ型で、卵はオレンジ色で直径約0.3mm、卵嚢の長さ10mm当たり約30個の卵が入っている。これを浅海の古い珊瑚片の下などにもつれた卵嚢塊として産卵する。

## 分類
日本に分布する類似種として以下の種類が知られている。
- サソリガイ Lambis crocata (Link, 1807) - 殻長150mm前後、殻口外縁から水管溝にかけて7本の突起が発達し、外唇外側の3本と下端（水管溝外側）の1本は強く鈎状に曲がる。これらの突起は一般にクモガイのそれより細長い。殻口内は強いオレンジ色で、筋彫刻などがなく平滑。紀伊半島以南に分布する。
- ムカデソデ Lambis millepeda Linnaeus, 1758 - 殻長120mm前後、殻口外縁から水管溝にかけて10本の突起が発達する。これらの突起はクモガイのそれより短いことが多い。殻口内はココア色で、多数の筋彫刻がある。沖縄（宮古島）以南に分布する。
- フシデサソリ Lambis scorpius (Linnaeus, 1758) - 殻長150mm前後、上記サソリガイと同形ながら7本の突起は節くれ立ち、殻口中心部が黒紫色でそこに多数の白く強い筋彫刻がある。紀伊半島以南に分布する。
- ラクダガイ Lambis sebae (Kiener, 1843) - 殻長200mm以上に達する大型種。殻口外縁から水管溝にかけて7本のやや短い突起がある。殻口内は肉色で平滑で、巨大なクモガイのように見える。九州南部以南に分布する。
- スイジガイ Harpago chiragra (Linnaeus, 1758) - 別属のスイジガイ属に分類される大型種。殻口外縁から水管溝にかけて太めの6本の突起を有し、その全形が漢字の「水」に見立てられる。紀伊半島以南に分布する。

## 利用

### 食用
本邦では沖縄諸島から八重山諸島一帯において古くから利用され、その価値の高さから種苗生産や技術開発が試みられている。

### 装飾
同科別属のスイジガイ Harpago chiragra のように特徴的な殻形態を有するが、本種には火難除けや魔除けとしての風習利用はなく、もっぱら殻そのものを愛でる、もしくは貝細工に利用される程度である。